# Webb Peak (Palmerland)
Der Webb Peak ist ein rund 1480 m hoher Berg des Palmerlands im südlichen Teil der Antarktischen Halbinsel. Er ragt am westlichen Ende des Crescent Scarp unweit der Fallières-Küste auf.
Luftaufnahmen des Berges entstanden 1940 bei der United States Antarctic Service Expedition (1939–1941). Der Falkland Islands Dependencies Survey nahm 1958 Vermessungen vor. Das Advisory Committee on Antarctic Names benannte ihn nach dem US-amerikanischen Geodäten John E. Webb, der im antarktischen Winter 1969 auf der Palmer-Station tätig war.